# Kicmaň
Kicmaň (ukrajinsky Кіцмань; polsky Kicmań je malé město na západní Ukrajině. Leží v Černovické oblasti v historickém regionu Bukovina, zhruba 25 km jihovýchodně od Černovic. Po administrativně-teritoriální reformě v červenci 2020 patří do nově vzniklého Černovického rajónu, do té doby bylo centrem Kicmaňského rajónu. Žije zde přibližně 6 100 obyvatel.

## Osobnosti
- Volodymyr Ivasjuk (1949–1979), ukrajinský hudební skladatel, básník a šlágrový pěvec. Jeden ze zakladatelů ukrajinské populární hudby
- Ilja Semaka (1866–1929), rakouský politik ukrajinské (rusínské) národnosti z Bukoviny, na počátku 20. století poslanec Říšské rady[3]
- Ani Lorak (* 1978), ukrajinská popová zpěvačka, herečka, podnikatelka a bývalá velvyslankyně dobré vůle OSN